# 노 성공
노 성공(魯成公, ? ~ 기원전 573년, 재위 기원전 590년 ~ 기원전 573년)은 중국 노나라의 제23대 임금으로, 휘는 흑굉(黑肱)이다.

## 사적
아버지 선공이 삼환을 칠 계획을 세우다 죽어 뒤를 이었다. 계손행보는 이를 원망하여 선공을 세운 양중의 아들로 선공의 총애를 받은 공손귀보(公孫歸父)를 추방했다.
성공 2년(기원전 589년), 제나라의 침입을 받았고, 성공은 진나라 상경 극극(郤克)과 함께 제 경공을 안에서 무찔렀다.
성공 4년(기원전 587년), 진나라를 찾았고, 진나라의 홀대를 받아 초나라로 갈아타려다가 간언을 받아 그만두었다.
성공 18년(기원전 573년), 죽어 아들 오(午)가 3살이라는 어린 나이로 뒤를 이었다.

## 가정
- 노 선공 (아버지)
  - 노 성공
    - 노 양공 (아들)